# Faggeto di San Silvestro
Faggeto di San Silvestro este o arie protejată (arie specială de conservare — SAC, sit de importanță comunitară — SCI) din Italia întinsă pe o suprafață de 371 ha, integral pe uscat.

## Localizare
Centrul sitului Faggeto di San Silvestro este situat la coordonatele 43°18′30″N 12°53′40″E / 43.308333°N 12.894444°E.

## Înființare
Situl Faggeto di San Silvestro a fost declarat sit de importanță comunitară în iunie 1995 pentru a proteja 3 specii de animale. Situl a fost protejat și ca arie specială de conservare în aprilie 2016.

## Biodiversitate
Situată în ecoregiunea continentală, aria protejată conține 9 habitate naturale: Pajiști carstice calcaroase sau bazofile, de Alysso-Sedion albi, Pseudostepă cu ierburi și specii anuale de Thero-Brachypodietea, Păduri de stejar alb estice, Liziere de ierburi înalte hidrofile de câmpie și de nivel montan până la alpin, Păduri de fag din Apenini cu Taxus și Ilex, Pajiști uscate seminaturale și facies de acoperire cu tufișuri pe substraturi calcaroase (Festuco-Brometalia) (* situri importante pentru orhidee), Formațiuni de Juniperus communis pe lande sau pajiști calcaroase, Păduri de Quercus ilex și Quercus rotundifolia, Galerii de Salix alba și de Populus alba.
La baza desemnării sitului se află mai multe specii protejate de  păsări (3): șorecarul comun (Buteo buteo), sfrâncioc roșiatic (Lanius collurio), mierlă gulerată (Turdus torquatus)
Pe lângă speciile protejate, pe teritoriul sitului au mai fost identificate 3 specii de plante.